# سيغفريد غوتوالد
سيغفريد غوتوالد (بالألمانية: Siegfried Gottwald)‏ (و. 1943 – 2015 م) هو رياضياتي، ومؤرخ الرياضيات، وأستاذ جامعي من ألمانيا، وألمانيا الشرقية، توفي عن عمر يناهز 72 عاماً.

## التعليم
تعلم في جامعة لايبتزغ
.

## جوائز
حصل على جوائز منها:

Forschungspreis Technische Kommunikation ‏ (1992)